# Fairplay (Colorado)
Fairplay es una localidad del condado de Park, en el estado de Colorado (Estados Unidos) o más conocido como South Park. Es la capital del condado. Según el censo de 2000 tenía una población de 610, y en 2005 contaba con 677 habitantes.. Tiene una altitud de 3034 m y por ello es el quinto lugar más elevado del estado de Colorado.
Es un histórico asentamiento basado en la minería de oro, el pueblo fue fundado en 1859 durante los primeros días de la fiebre del oro en Colorado. Es la comunidad más grande en los pastos de la cuenca de Colorado conocida como South Park, asentada en el borde oeste de la cuenca en la conjunción de la U.S. Highway 285 con la Colorado State Highway 9, y en la ladera al este de la horquilla del río South Platte, y muy cerca donde la carretera estatal (Highway 9) asciende por el valle del río hacia el norte para dirigirse a Alma y Hoosier Pass. Es un pueblo tranquilo y las carreteras que lo rodean tienen un bajo volumen de tráfico. Sin embargo, fue fundada por su abundancia de minas de oro y plata y las minas siguen produciendo desde mediados del siglo XX.
El pueblo se compone de pequeños negocios a lo largo de la carretera y también se explota su lado histórico en la calle principal. La calle principal, a lo largo del río, ha sido preservada o han sido recolocados edificios históricos como un museo al aire libre llamado South Park City, intentando recrear los primeros días de la fiebre del oro. Muchos de los residentes están localizados en la ladera este de la carretera estatal 9, en la zona de las escuelas o en los juzgados. La mayor parte de las calles han sido pavimentadas en el 2005.
El pueblo de Fairplay (Colorado) es en el que se basa la popular serie de televisión South Park.

## La serie de dibujos animadosSouth Park
El pueblo ha sido medianamente famoso desde 1997 por estar recreado en la serie de dibujos animados South Park de Comedy Central. Sin embargo, aunque las referencias geográficas contenidas en varios episodios de la serie implican que Fairplay es el modelo para South Park, Fairplay es mucho más pequeño y mucho más rústico que su homólogo de ficción, el cual tiene un carácter más suburbial.

El cocreador de la serie Trey Parker creció en Conifer y fue al instituto a Evergreen, ambas son comunidades montañosas de Colorado.  El otro cocreador Matt Stone vivió en un suburbio de Denver llamado Littleton. Ya que el pueblo es un  centro regional de comercio y gobierno, el término "South Park" ha sido usado históricamente en los nombres de instituciones y negocios, incluyendo el South Park High School (el nombre que aparece en la serie).  La escuela primaria es la Edith Teeter Elementary y la secundaria es la Silverheels Middle School.

## Los Días del Burro
Los "Días del Burro" es un festival que se hace el último fin de semana de julio. El evento celebra la herencia como pueblo minero. La característica principal del festival es la denominada "29-mile burro race" a través del terreno accidentado y las elevaciones desde el centro del pueblo hasta los 4000 m de la cima del Mosquito Pass. Los equipos se componen de una persona y un burro, la carrera dura aproximadamente cinco horas y el primer premio son 1000 dólares. Hay otras burro races en Colorado, la más importante tiene lugar en Leadville. La carrera de Fairplay está considerada como el Campeonato Mundial de Burro Racing. Un paralelismo con esta carrera puede encontrarse en el episodio "Días de Vacas" (Cow Days) de South Park.

## Demografía

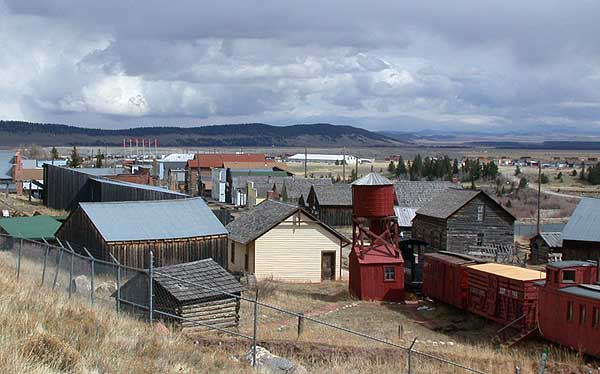
Vista de Fairplay y de South Park localizados al sur de la Colorado State Highway 9. Los edificios históricos de South Park City, un museo al aire libre, están en primer plano.

Según el censo de 2000 en el pueblo residían 610 habitantes, 169 familias y hay 259 hogares. La densidad de población era de 222,2 hab/km².  El porcentaje por razas del pueblo era: blancos, 93,11%; afroamericanos, 1,31%; nativos americanos, 0,98%; asiáticos, 0,33%; otras razas, 2,79%; y 1,48% de dos o más razas. Hispanos o latinos de cualquier raza eran 4,92% de la población.
Había 259 hogares de los cuales el 31,7% tenía niños menores de 18 años viviendo allí, el 51,0% eran parejas casadas viviendo juntos, el 7,7% eran una mujer sin marido, y el 34,4% no eran familias. La proporción de personas por hogar era de 2,36 y la proporción de personas por familia era de 2,79.
La población por edades era: 23,9% menor de 18 años; 8.5% de 18 a 24 años; 37,5% de 25 a 44 años; 24,9% de 45 a 64 años; y 5,1% mayores de 65 años. La edad media era de 35 años. Por cada 100 mujeres había 109,6 hombres. Por cada 100 mujeres mayores de 18 años había 111,9 hombres.
Los ingresos medios por hogar eran de 50 385 dólares (36 579 €) y los ingresos medios por familia eran de 51 979 dólares (37 736 €). Los hombres tenían unos ingresos medios de 34 286 dólares (24 891 €) contra 26 429 dólares (19 187 €) para las mujeres. La renta per cápita del pueblo era de 21 742 dólares (15 784 €). Todas estas cotizaciones al cambio de julio de 2007.
| 630                        | 649 | 669 | 676 | 678 | 677 |
| (Fuente: [cita requerida]) |     |     |     |     |     |